# Leszek Missala
Leszek Missala ps. „Miszczak” (ur. 17 maja 1922 w Warszawie, zm. 25 listopada 2013 w Montrealu) – polski działacz konspiracji niepodległościowej w czasie II wojny światowej, żołnierz Narodowych Sił Zbrojnych (NSZ) i Armii Krajowej (AK), działacz kombatancki i polonijny.

## Życie i działalność
W czasie II wojny światowej był dowódcą plutonu oraz instruktorem w Szkole Podchorążych Piechoty NSZ w Warszawie. Brał udział w powstaniu warszawskim w szeregach plutonu 233 Zgrupowania „Żbik” – II Obwód „Żywiciel” (Żoliborz) Warszawskiego Okręgu AK.
Po wojnie studiował mechanikę i konstrukcję lotniczą w Belgii, a następnie uzyskał doktorat w dziedzinie nauk technicznych. Pracował w Montrealu, między innymi przy budowie Place Ville Marie. Uczestniczył w budowie Ośrodka Harcerskiego „Gniezno” w Laurentydach. Jako działacz polonijny był członkiem między innymi Zarządu Stowarzyszenia Polskich Inżynierów i Techników w Kanadzie, a jako działacz kombatancki prezesem Koła AK w Montrealu.
Pochowany na Cmentarzu „National Field of Honour” w Montrealu.

## Wybrane odznaczenia
- Krzyż Oficerski Orderu Zasługi RP
- Krzyż Komandorski Orderu Zasługi RP
- Krzyż Walecznych
- Krzyż Armii Krajowej
- Krzyż Narodowego Czynu Zbrojnego
- Warszawski Krzyż Powstańczy
- Medal „Pro Memoria”
- Odznaka Weterana Walk o Niepodległość